# Rezerwat przyrody Mszar nad Jeziorem Mnich
Rezerwat przyrody Mszar nad Jeziorem Mnich – torfowiskowy rezerwat przyrody położony w gminie Sieraków (w Nadleśnictwie Sieraków), powiecie międzychodzkim (województwo wielkopolskie). Znajduje się na terenie Sierakowskiego Parku Krajobrazowego.
Powierzchnia: 6,43 ha (akt powołujący podawał 5,83 ha).

## Cel ochrony
Został utworzony w 1967 roku w celu ochrony torfowiska przejściowego i zbiorowiska roślin bagiennych i torfowiskowych. Obejmuje południową część zarastającego jeziora w wąskiej rynnie wciętej między wydmy – rosną tu cenne rośliny bagienne, m.in. 30 gatunków mchów (w tym relikty glacjalne). Występuje też 178 gatunków roślin naczyniowych – 15 z nich podlega ochronie gatunkowej (storczyki, rosiczkowate, widłaki). Zarastające jezioro nosiło dawniej nazwę Mniszego, gdyż jego właścicielami byli bernardyni z Sierakowa.

## Podstawa prawna
- Zarządzenie Ministra Leśnictwa i Przemysłu Drzewnego z dnia 23 listopada 1967 r. w sprawie uznania za rezerwat przyrody (M. P. z 1967 r., Nr 67, Poz. 331)
- Obwieszczenie Wojewody Wielkopolskiego z dn. 4.10.2001 r. w sprawie ogłoszenia wykazu rezerwatów przyrody utworzonych do dn. 31.12.1998 r.
- Zarządzenie Nr 8/11 Regionalnego Dyrektora Ochrony Środowiska w Poznaniu z dnia 8 marca 2011 r. w sprawie rezerwatu przyrody „Mszar nad Jeziorem Mnich”
- Zarządzenie Regionalnego Dyrektora Ochrony Środowiska w Poznaniu z dnia 27 grudnia 2017 r. zmieniające zarządzenie w sprawie rezerwatu przyrody „Mszar nad Jeziorem Mnich”